# Orofaringe

Parts de la faringe, incloent l'orofaringe, de color ataronjat.

L'orofaringe és una regió de l'anatomia que neix en la porció més posterior de la boca, des del paladar tou fins a l'os hioide i inclou el terç posterior de la llengua. En la seva cara anterior, l'orofaringe limita amb la cavitat bucal mitjançant dels pilars palatins anteriors i posteriors ia cada costat amb les amígdales palatines.

## Funcions
L'orofaringe és també el lloc per on transiten els aliments, líquids i saliva en ser empassats, des de la boca cap a l'esòfag. Juntament amb la boca, l'orofaringe emet aire per a la vocalització i exhalació no nasal, és la via de pas dels aliments durant el vòmit i participa en la identificació del gust.

## Importància clínica
L'exploració de l'orofaringe s'aconsegueix amb ajuda d'un depressor de la llengua per examinar la mida i configuració de les amígdales i la integritat de la paret posterior de la faringe i la presència de degoteig nasal, signe d'una rinitis.
En tocar les parets posterior i laterals es desencadena el reflex nauseós, de manera que es comprova la integritat dels nervis glossofaringi i vague.
Les biòpsies d'orofaringe s'obtenen amb anestèsic local i s'extreu un segment de teixit sospitós. S'indiquen biòpsies d'aquest tipus en casos d'úlcera que faci sospitar d'una histoplasmosi, candidiasi, o una lesió cancerosa o precancerosa com la leucoplàsia.

### Càncer d'orofaringe
La majoria dels càncers de l'orofaringe són del tipus carcinoma de cèl·lules escatoses, és a dir, les cèl·lules primes, planes que revesteixen l'interior de l'orofaringe. El risc de contraure càncer a l'orofaringe està associat al tabaquisme i el consum excessiu de licor. Una dieta baixa en fruites i vegetals, el consum de mate i el virus del papil·loma humà (VPH), també augmenten la probabilitat d'aparició de càncer d'orofaringe.
Els signes que indiquen un probable càncer d'orofaringe inclouen el mal de coll que no remet, tos incessant, dificultat per empassar, canvis en la veu i pèrdua de pes sense raó aparent, entre d'altres.

### Apnea del son
L'orofaringe és el principal lloc d'obstrucció de les vies respiratòries superiors en persones amb dificultat respiratòria durant el son, coneguda com a  apnea del son . El paladar tou i l'úvula tendeixen a inflamar i engrossir o bé la base de la llengua pot caure cap enrere de la boca i bloquejar l'entrada d'aire per uns segons, durant el son. La inflamació de les amígdales pot causar una obstrucció similar.